# Шаосинское вино
Шаосин — рисовое вино из Шаосина (китайская провинция Чжэцзян), вероятно, самое известное китайское рисовое вино. Создается путем брожения клейкого риса, воды и пшеничных дрожжей. Оно используется как как напиток, так и как ингредиент в традиционной китайской кухне. Оно хорошо известно по всему миру, но более всего распространено на Материковом Китае, на Тайване, а также в юго-восточной Азии.

## Производство
Традиционный метод приготовления включает в себя ручное перемешивание рисового пюре деревянной мотыгой каждые 4 часа, чтобы дрожжи могли равномерно расщепить сахар. Известный как кайпа (开耙), этот метод был необходим для производства вин, которые не были горькими или кислыми. Одним навыком опытных виноделов того времени была оценка процесса брожения, путем прослушивания звука бульканья в чане вина.
В дополнение к клейкому рису шаосинское вино можно производить из сорго или проса.
Оно также разливается по бутылкам для локального потребления и для международной доставки. Выдержанные вина обозначаются по году пивоварения, аналогично году сбора винограда (chénnián, 陳年).
Вина, продаваемые за рубежом, обычно используются в кулинарии и могут содержать специи и дополнительную соль. Неправильная маркировка вин из других регионов, не являющихся регионом Шаосин, является «распространенной мошеннической практикой».
Известные производители:
- Zhejiang Gu Yue Long Shan Shaoxing Wine Co., Ltd. (古越龍山) of Shaoxing, Zhejiang.[1][2]
- Di ju tang 帝聚堂
- Kuai ji Shan 会稽山 (названо в честь местной горы)[2]
- Tu Shao Jiu 土绍酒.
- Nü Er Hong 女儿红[2]

В 2020 году 80 производителей рисового вина в Шаосине сообщили о выручке в размере 4,3 миллиарда юаней (664 миллиона долларов).

## История
Рисовое вино было впервые произведено в Китае примерно между 770 и 221 годом до нашей эры и использовалось в основном в церемониальных целях. Во времена поздней династии Цинь, образованные советники из региона Шаосин распространяли употребления вина по всей стране, и так оно стало неотъемлемой частью китайских праздников. Вино стало производиться в больших количествах, а изготавливалось и хранилось в глиняных сосудах.
В наши дни в Китае популярность этого вида вина пошла на убыль в пользу употребления других видов алкоголя, и теперь оно имеет репутацию «старомодного», хотя все еще используется для приготовления пищи. За пределами Азии его также используют в основном как кулинарное вино.